# Pilea spruceana
Pilea spruceana, известно и като сребърно дърво, е вид цъфтящо вечнозелено растение от рода пилея и семейство Копривови (Urticaceae). По произход е от Перу и Венецуела в Южна Америка и е открит през 1895 г. Култивира се в много страни по света.

## Описание
Достига до 30 см височина, а на широчина до 46 см. >Лесно е за отглеждане.

## Приложение
Отглежда се като декоративно растение. В страни с топъл климат се отглежда в градини. Подходящо е за висящи съдове.